# Hipopótamo-comum
O hipopótamo-comum (Hippopotamus amphibius) ou hipopótamo-do-nilo é um mamífero herbívoro de grande porte da África subsariana e uma das duas únicas espécies não extintas da família Hippopotamidae, sendo a outra o hipopótamo-pigmeu (Choeropsis liberiensis ou Hexaprotodon liberiensis). O seu nome provém do grego antigo, significando "cavalo do rio" (ἱπποπόταμος). Apesar das suas semelhanças físicas com os porcos e outros ungulados artiodáctilos (sendo por isso designado de animal porcino), os seus parentes vivos mais próximos são os cetáceos (baleias, os golfinhos, etc.) dos quais divergiram há cerca de 55 milhões de anos. O antepassado comum das baleias e dos hipopótamos demarcou-se dos outros artiodáctilos há cerca de 60 milhões de anos. O fóssil mais antigo conhecido de hipopótamo, pertencente ao género Kenyapotamus em África, data de há cerca de 16 milhões de anos. Já foi designado como cavalo-marinho e peixe-cavalo.
O hipopótamo-comum é reconhecível pelo seu enorme torso em forma de barril, bocas com grande capacidade de abertura revelando grandes presas caninas, corpo quase glabro (sem pelos), patas em forma de coluna e pelo seu grande tamanho. As patas terminam com quatro dedos distintos com membrana interdigital. Cada dedo assenta no solo pelo seu respetivo casco. Constituem o terceiro maior animal de vida terrestre no que diz respeito ao peso (entre 1½ e 3 toneladas): as únicas espécies em média mais pesadas são os rinocerontes-brancos e os rinocerontes-indianos, bem como os elefantes. Tem um comprimento, em média, de 3,5 m e uma altura de 1,5m. O hipopótamo é um dos maiores quadrúpedes e, apesar do seu aspeto entroncado e patas curtas, consegue facilmente ultrapassar um ser humano. Há registos de velocidades de 30 km/h atingidas por hipopótamos em curtas distâncias. É um animal altamente agressivo e de comportamento imprevisível, sendo considerado um dos animais africanos mais perigosos. Contudo, são uma espécie vulnerável devido à perda dos seus habitats e devido à caça pela sua carne, dentição canina de marfim e pela sua pele.
É um animal semiaquático que habita as margens de rios, lagos e pântanos do género dos mangais, podendo mesmo chegar às águas salobras dos estuários, onde um macho dominante preside sobre um troço de rio onde agrupa entre cinco a trinta fêmeas e jovens crias. Durante o dia, mantêm o corpo fresco ficando na água ou na lama; tanto o acasalamento como o parto ocorrem na água. Emergem dela ao anoitecer para se apascentarem na erva. Ainda que se mantenham perto uns dos outros na água, a pastagem é uma atividade solitária, não tendo hábitos territoriais em terra seca.

## Questões linguísticas
A palavra "hipopótamo" deriva do grego antigo ἱπποπόταμος, hippopotamos, reunindo os étimos ἵππος, hippos, "cavalo", e ποταμός, potamos, "rio", o que resulta na expressão "cavalo do rio". Em português, como a palavra hipopótamo é um nome epiceno (só tem uma forma), o seu feminino é hipopótamo fêmea. Em inglês, o plural de "hippopotamus" é hippopotamuses, embora também se possa usar a palavra "hippopotami". "Hippos" pode ainda ser usado como plural abreviado. O hipopótamo é um animal gregário, vivendo em grupos que podem atingir o número de 30 espécimes. A estes grupos (nome coletivo) dá-se o nome de manada.
Em África, os hipopótamos são designados por diversos nomes incluindo seekoei (africâner), mvuvu (Venda), kubu (Lozi) e mvubu (Xhosa, Suázi e Zulu) no sul do continente; kiboko (Swahili), ensherre (runyankole), tomondo (Turu), nvubu (Luganda), ifuru (luhya), emiria (ateso), magawit (sebei), kibei (Kalenjin) e olmakau (maasai) na região dos Grandes Lagos; e ጉማርረ/gumarre (amárico) e jeer (somali) no Corno de África.

## Taxonomia e origens

### Classificação
Os hipopótamos constituem o  género tipo da família Hippopotamidae. O hipopótamo-pigmeu pertence a um género diferente da família Hippopotamidae (hipopotamídeos), ou Choeropsis ou Hexaprotodon. Por vezes é usada a subfamília Hippopotaminae. Alguns taxonomistas agrupam ainda os hipopótamos e os antracoterídeos na superfamília Anthracotheroidea. Os Hippopotamidae estão classificados juntamente com outros ungulados com um número par de dedos na ordem Artiodactyla. Outros artiodáctilos incluem os camelos, os bovinos, veados e porcos, ainda que os hipopótamos não estejam relacionados filogenicamente com estes grupos.

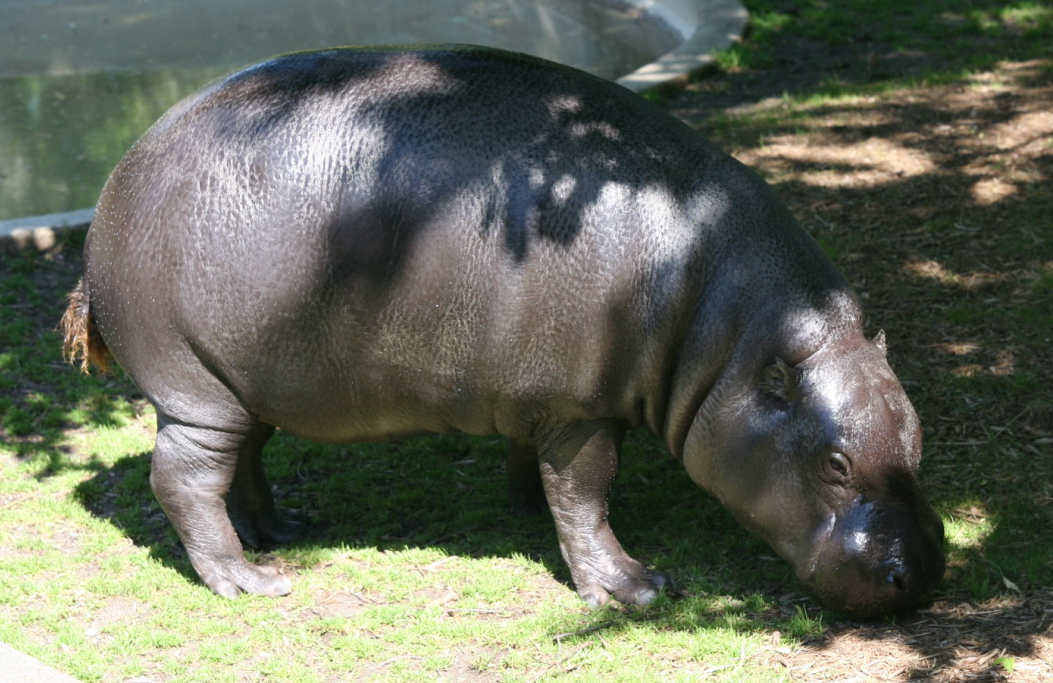
Um hipopótamo-pigmeu (Choeropsis liberiensis)

Há cinco subespécies de hipopótamos descritas com base em diferenças morfológicas:
- H. a. amphibius – (o nome não abreviado refere-se à subespécie) Hipopótamo-do-nilo, cuja distribuição ia do Egito, onde estão agora extintos, a sul do Rio Nilo, à Tanzânia e Moçambique;
- H. a. kiboko – no Quénia, na região dos Grandes Lagos, e na Somália, no Corno de África. Apresentam narinas mais largas e a zona interorbital mais nitidamente côncava;
- H. a. capensis – da Zâmbia à África do Sul, com o crânio mais achatado de todos;
- H. a. tschadensis – ao longo da África Ocidental até, tal como o nome sugere, ao Chade: um pouco mais baixo e com face mais larga e órbitas proeminentes;
- H. a. constrictus – em Angola, na região meridional da República Democrática do Congo e da Namíbia: assim designado devido à sua profunda constrição preorbital;

Estas subespécies nunca foram amplamente utilizadas ou validadas por biólogos no seu trabalho de campo; as diferenças morfológicas descritas são tão pequenas que podem resultar de uma mera variação em exemplares não representativos. Análises genéticas testaram a existência de três destas putativas subespécies. Um estudo que examinou DNA mitocondrial de biópsias da pele extraídas de 3 localizações de amostragem, consideraram a diversidade genética e sua estrutura entre hipopótamos através do continente. Os autores encontraram alguma diferenciação genética, baixa, mas algo significativa, entre as subespécies H. a. amphibius, H. a. capensis, e H. a. kiboko. Nem a subespécie H. a. tschadensis nem a H. a. constrictus foram testadas.

### Evolução
Até 1909, os naturalistas agrupavam os hipopótamos juntamente com os porcos, baseando-se em padrões dos dentes molares. Várias linhas de evidência, em primeiro lugar pelas proteínas do sangue, depois pela sistemática molecular, ADN e pelo registo fóssil, demonstram que os seus parentes mais próximos atuais são os cetáceos (baleias, golfinhos, etc.). Os antepassados comuns dos hipopótamos e das baleias ramificou-se em ramo separado dos ruminantes e dos restantes ungulados com patas com número par de dedos; as linhagens dos cetáceos e dos hipopótamos divergem pouco depois.
|              | Ruminantia                                                 |
|              |                                                            |
| Whippomorpha | \| \| Hippopotamidae \| \| \| \| \| \| Cetacea \| \| \| \| |
|              | \| \| Hippopotamidae \| \| \| \| \| \| Cetacea \| \| \| \| |
|              | Hippopotamidae                                             |
|              |                                                            |
|              | Cetacea                                                    |
|              |                                                            |

|  | Hippopotamidae |
|  |                |
|  | Cetacea        |
|  |                |

|              | Ruminantia                                                 |
|              |                                                            |
| Whippomorpha | \| \| Hippopotamidae \| \| \| \| \| \| Cetacea \| \| \| \| |
|              | \| \| Hippopotamidae \| \| \| \| \| \| Cetacea \| \| \| \| |
|              | Hippopotamidae                                             |
|              |                                                            |
|              | Cetacea                                                    |
|              |                                                            |

|  | Hippopotamidae |
|  |                |
|  | Cetacea        |
|  |                |

|              | Ruminantia                                                 |
|              |                                                            |
| Whippomorpha | \| \| Hippopotamidae \| \| \| \| \| \| Cetacea \| \| \| \| |
|              | \| \| Hippopotamidae \| \| \| \| \| \| Cetacea \| \| \| \| |
|              | Hippopotamidae                                             |
|              |                                                            |
|              | Cetacea                                                    |
|              |                                                            |

|  | Hippopotamidae |
|  |                |
|  | Cetacea        |
|  |                |

|              | Ruminantia                                                 |
|              |                                                            |
| Whippomorpha | \| \| Hippopotamidae \| \| \| \| \| \| Cetacea \| \| \| \| |
|              | \| \| Hippopotamidae \| \| \| \| \| \| Cetacea \| \| \| \| |
|              | Hippopotamidae                                             |
|              |                                                            |
|              | Cetacea                                                    |
|              |                                                            |

|  | Hippopotamidae |
|  |                |
|  | Cetacea        |
|  |                |

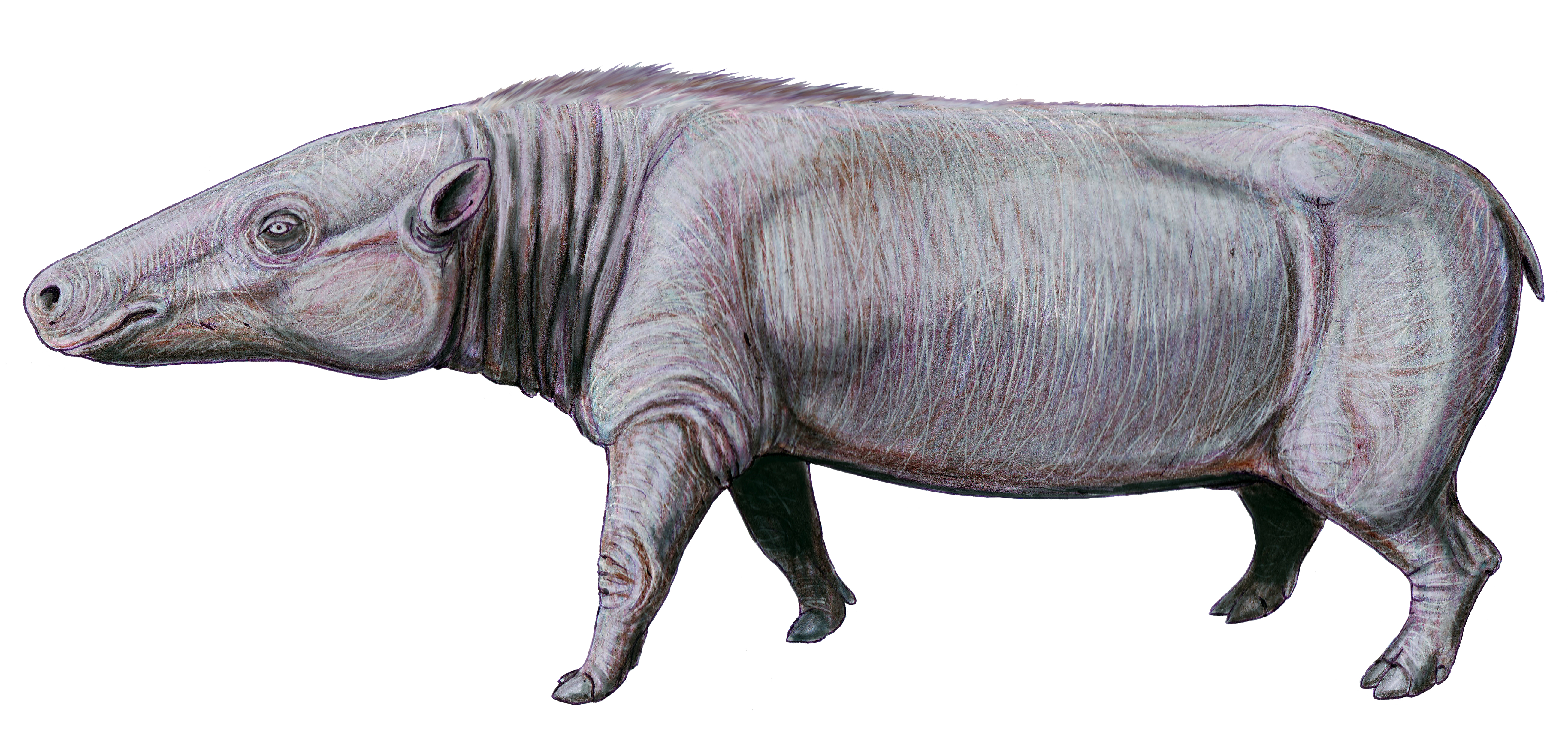
Anthracotherium magnum do Oligoceno europeu

A teoria mais recente sobre as origens dos Hippopotamidae sugere que os hipopótamos e as baleias partilharam um antepassado semiaquático cuja linhagem se separou dos outros artiodáctilos há cerca de 60 milhões de anos. Este hipotético grupo antepassado ter-se-á dividido em dois ramos há cerca de 54 milhões de anos. Um dos ramos terá dado origem aos cetáceos provavelmente há cerca de 52 milhões de anos, com a protobaleia Pakicetus e outro grupo de baleias ancestrais conhecidas coletivamente como Archaeoceti, que terão passado por uma adaptação aquática secundária até dar origem aos cetáceos verdadeiramente aquáticos. O outro ramo deu origem aos Anthracotheriidae (antracoterídeos), uma grande família de quadrúpedes, cujo grupo mais antigo datará do Eoceno tardio, e que se assemelharia a hipopótamos magros com cabeças comparativamente mais pequenas e estreitas. Todos os ramos dos antracoterídeos, excepto o que deu origem aos Hippopotamidae, extinguiram-se durante o Plioceno sem deixar quaisquer descendentes.
Um esboço de linhagem evolutiva pode ser traçada a partir das espécies do Eoceno e do Oligoceno: Anthracotherium e Elomeryx, até às espécies do Mioceno, Merycopotamus e Libycosaurus, até ao último dos antracoterídeos no Plioceno. Merycopotamus, Libycosaurus e todos os hipopotamídeos podem ser considerados como um clado, sendo os Libycosaurus os mais aparentados aos hipopótamos. O seu antepassado comum terá vivido no Mioceno, há cerca de 20 milhões de anos. Os hipopotamídeos estão, então, profundamente relacionados com a família dos antracoterídeos. Acredita-se que os hipopotamídeos tenham evoluído já em África. O mais antigo grupo conhecido de hipopotamídeos é o género Kenyapotamus, que viveu em África de há 16 a 8 milhões de anos. Enquanto que há registos de espécies de hipopotamídeos através da Ásia e da Europa, nenhum fóssil foi descoberto no continente americano, ainda que vários géneros de antracoterídeos tenham emigrado para a América do Norte durante o Oligoceno inicial. De há 7,5 a 1,8 milhões de anos, um antepassado comum dos modernos hipopótamos, o Archaeopotamus, viveu em África e no Médio Oriente.
Enquanto que o registo fóssil dos hipopótamos ainda não está devidamente compreendido, os dois géneros modernos, Hippopotamus e Choeropsis (por vezes designado Hexaprotodon), terão divergido há não mais do que 8 milhões de anos. Os taxonomistas discordam quanto à inclusão ou não do hipopótamo-pigmeu no género Hexaprotodon – aparentemente um  género parafilético que incluiria também os hipopótamos asiáticos extintos que eram mais próximos dos géneros Hippopotamus, ou Choeropsis – um antigo género basal.

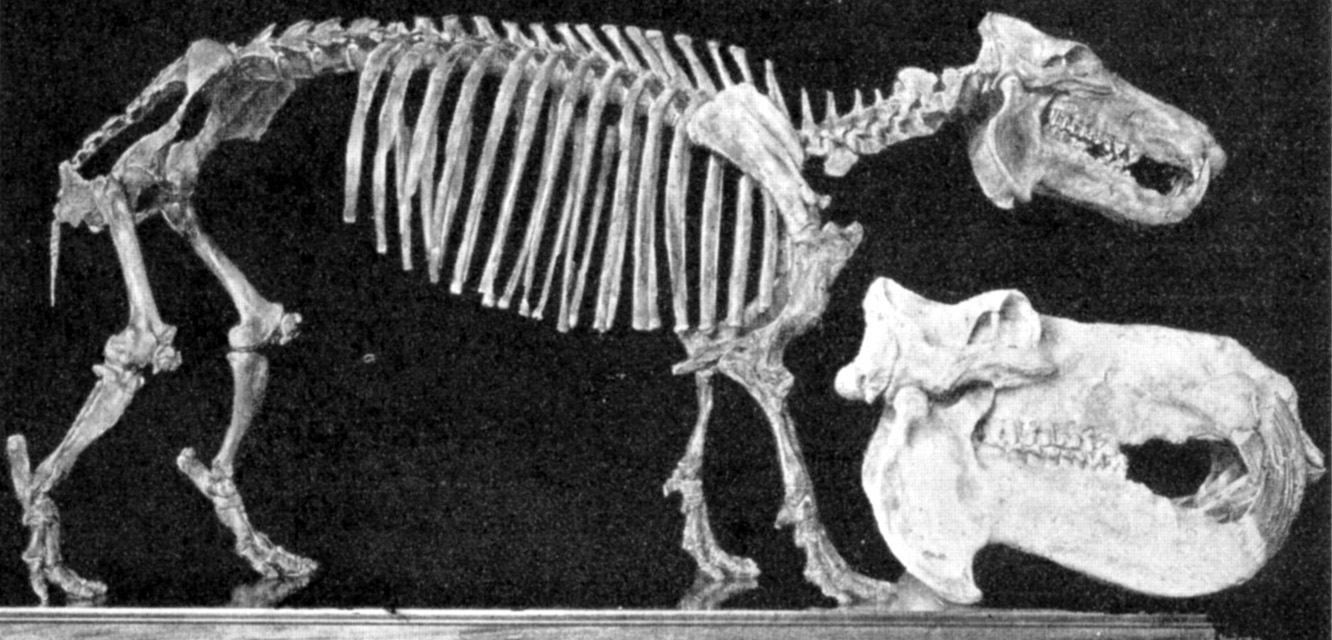
Esqueleto de Choeropsis madagascariensis em comparação com o crânio de um hipopótamo moderno

### Espécies extintas
Três espécies de hipopótamo-de-madagáscar extinguiram-se no Holoceno em Madagáscar, uma dos quais no último milénio. Os hipopótamos-de-madagáscar eram mais pequenos que os modernos hipopótamos, provavelmente devido ao processo de nanismo insular. Há evidência fóssil de que hipopótamos-de-madagáscar foram caçados por humanos, o que poderá ter contribuído para a sua extinção. Membros isolados de hipopótamos-de-madagáscar podem ter sobrevivido em áreas isoladas e remotas. Em 1976,  aldeões descreveram um animal a que chamavam de kilopilopitsofy, que pela descrição poderia ser um hipopótamo-de-madagáscar.
Duas espécies de hipopótamo, o hipopótamo-europeu (H. antiquus) e H. gorgops, distribuíam-se pelo continente europeu e pelas Ilhas Britânicas. Ambas as espécies extinguiram-se antes da última glaciação. Antepassados dos hipopótamos-europeus terão conseguido chegar a várias ilhas do Mediterrâneo durante o Pleistoceno, período durante o qual algumas espécies ditas pigmeias ou anãs ter-se-ão desenvolvido nestas ilhas, incluindo Creta (H. creutzburgi), Chipre (H. minor), Malta (H. melitensis), e na Sicília (H. pentlandi). Destes, o hipopótamo-anão-do-chipre sobreviveu até ao final do Pleistoceno ou Holoceno inicial. Evidências arqueológicas no sítio de Aetokremnos continuam a ser debatidas quanto à possibilidade de a espécie poder tido contacto com humanos e, talvez, levados à extinção por meio deles.

## Descrição

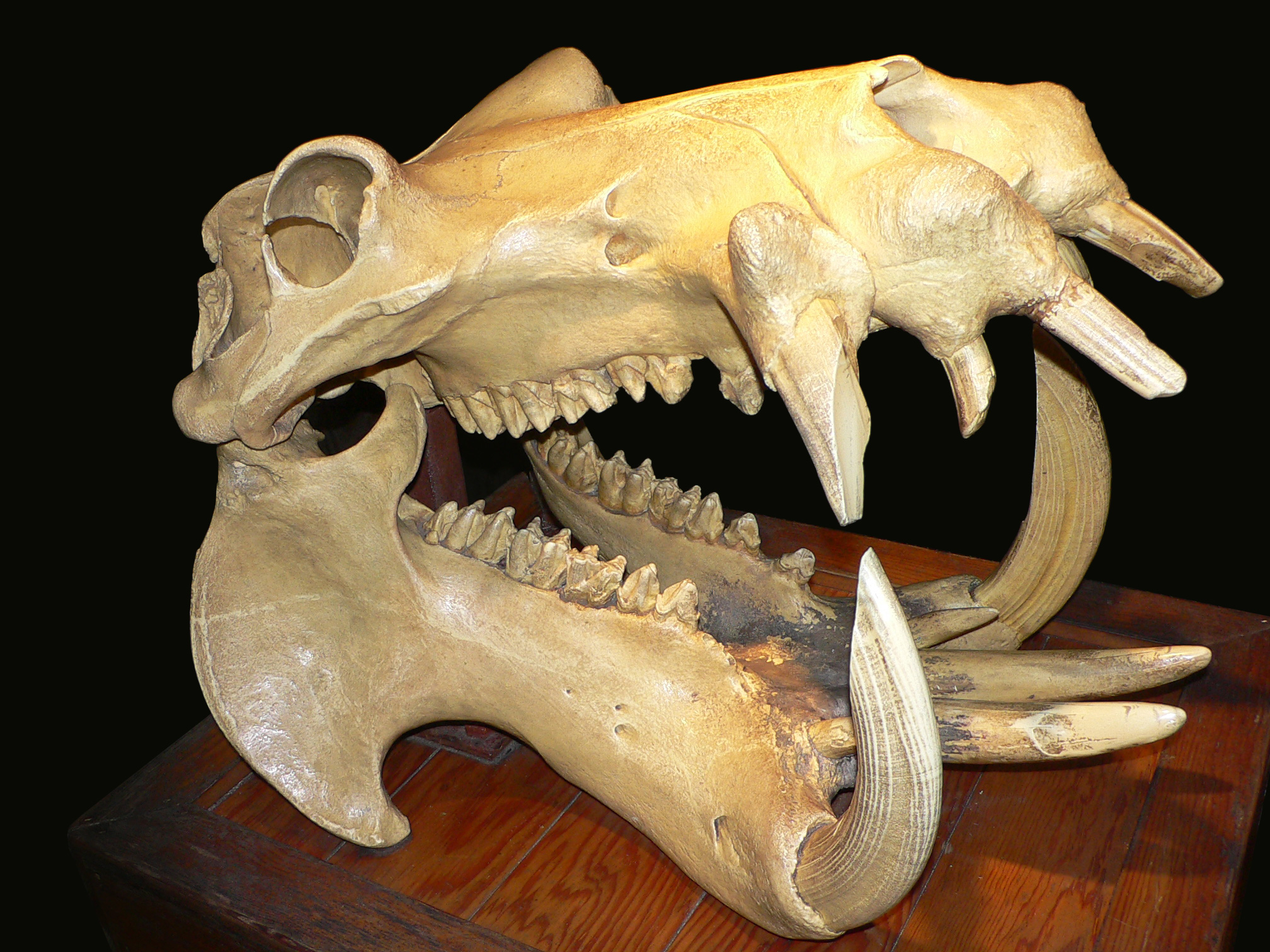
Crânio de hipopótamo, mostrando os grandes caninos e incisivos utilizados para a luta

Os hipopótamos estão entre os maiores animais terrestres não extintos; apenas os elefantes e os rinocerontes podem pesar mais. O peso médio para um macho adulto varia entre 1,5 tonelada a 1,8 tonelada. As fêmeas são menores e com peso variável  em 1,3 tonelada e 1,5 tonelada. Os machos mais velhos podem ficar ainda  maiores, podendo chegar, pelo menos, às 3,2 toneladas, havendo alguns casos registados de mais de 3,6 toneladas. O hipopótamo mais pesado de que há registo pesava aproximadamente 4,5 toneladas. Os machos parecem crescer de forma contínua durante toda a vida, enquanto que as fêmeas atingem o peso máximo com cerca de 25 anos. Os olhos, orelhas e narinas posicionam-se bem na parte superior dos seus crânios, o que pode ser considerado como uma adaptação ao seu estilo de vida semiaquático (que não é partilhado por mais nenhum dos grandes mamíferos terrestres), permitindo-lhes manter estes órgãos acima da superfície da água enquanto o resto do corpo está submerso (posição periscópica). O seu corpo em forma de barril está provido de estruturas esqueléticas graviportais (adaptadas ao movimento lento em terra devido ao seu peso), e a sua gravidade específica permite-lhes afundar o corpo e moverem-se ao longo do leito de um rio. Os hipopótamos têm pernas curtas (o que é comum a outras espécies de megafauna), já que a água em que vivem grande parte do tempo ajuda a suportar o seu peso. Ainda que sejam animais volumosos e pesados, conseguem galopar a velocidades de 30 km/h em terra, mas, normalmente efetuam apenas o trote. São incapazes de saltar mas conseguem escalar bancos significativamente escarpados. Apesar de serem semiaquáticos e apresentarem membranas interdigitais, os hipopótamos adultos não são particularmente ágeis a nadar, nem conseguem flutuar. Raramente se encontram em águas mais profundas mas, sendo o caso, fazem natação por saltos, como as toninhas. Nos machos, os testículos apenas estão descidos parcialmente, não havendo presença de escroto. O pénis fica retraído no interior do corpo quando não está ereto. Os genitais das fêmeas são invulgares, já que a vagina é estriada, com dois grandes divertículos de função desconhecida a sobressair do vestíbulo da vulva.

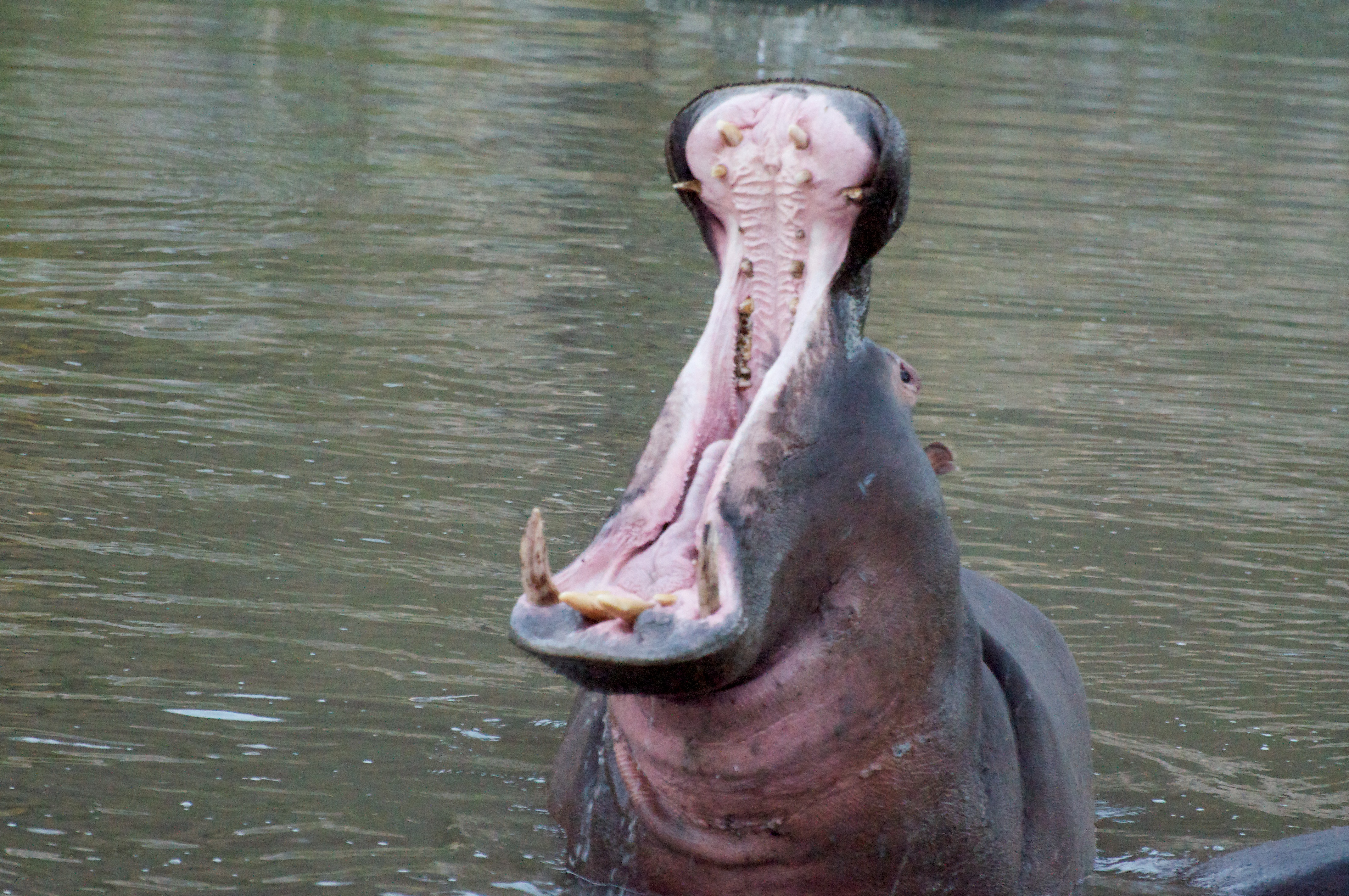
O "bocejo" caraterístico dos hipopótamos

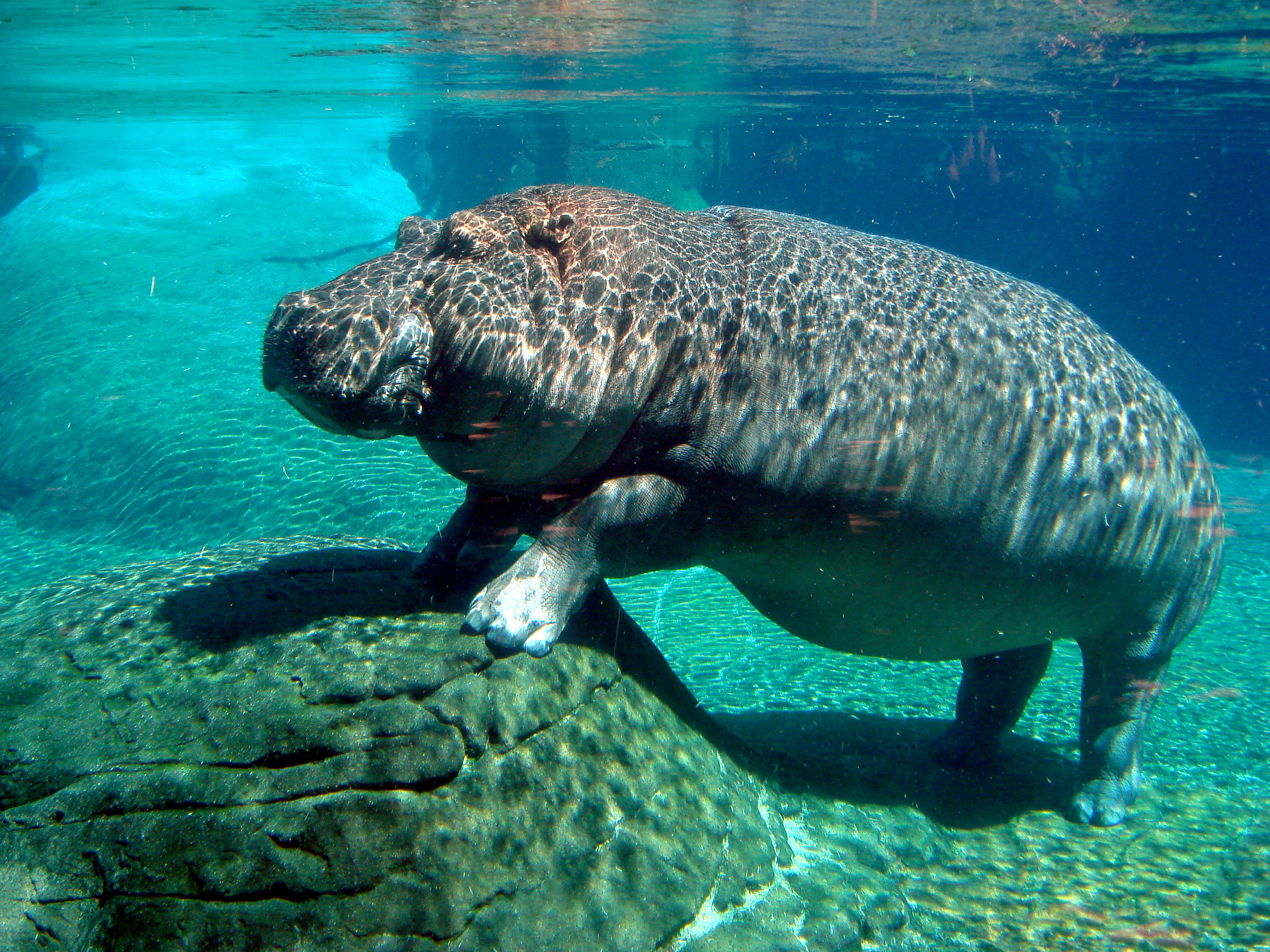
Hipopótamo submerso

Os maxilares dos hipopótamos são acionados por um poderoso masseter e um músculo digástrico bem desenvolvido: este último entrelaça-se atrás do primeiro, suportando o hióide. A articulação dos maxilares é muito recuada, de modo a permitir-lhe que a boca tenha uma abertura de quase 180°. No programa televisivo do National Geographic Channel, "Dangerous Encounters with Brady Barr", o Dr. Brady Barr mediu a força da dentada de uma fêmea adulta, tendo obtido 8100 newtons; tentou-se ainda medir a pressão da dentada de um macho adulto, mas a tentativa não foi concretizada devido à agressividade demonstrada pelo macho. Os dentes dos hipopótamos afiam-se a si mesmos ao friccionarem-se uns nos outros. Os caninos e os incisivos inferiores são largos, especialmente no caso dos machos, e têm crescimento contínuo. Os incisivos conseguem atingir 40 cm, enquanto que os caninos podem chegar aos 50 cm. Os caninos e os incisivos são usados para combate não tendo qualquer função significativa na alimentação. Utilizam os seus lábios largos e com uma espessa camada córnea para agarrar e puxar e as ervas que depois são moídas pelos molares. Os hipopótamos são considerados pseudoruminantes, tendo um estômago composto com três ou quatro câmaras, mas não fazem a comida voltar à boca, de modo a proceder à ruminação.
Ao contrário da maioria dos outros animais semiaquáticos, os hipopótamos têm pouco pelo. A pele tem uma espessura de cerca de 15 cm, protegendo-os de outros hipopótamos ou de predadores. Por outro lado, a sua camada adiposa é pouco espessa. A coloração da parte superior do corpo é roxo-acinzentada a preto-ardósia, enquanto que a parte inferior e áreas em volta dos olhos e orelhas podem ser rosa-acastanhadas A sua pele segrega uma substância que funciona como filtro solar natural de cor avermelhada, o que explica que se diga vulgarmente que os hipopótamos suam sangue, ainda que esta substância nem seja sangue nem suor. Esta secreção é inicialmente incolor, tornando-se vermelho-alaranjada em poucos minutos, tornando-se por fim acastanhada. Dois pigmentos distintos foram já identificados na secreção, um vermelho (ácido hiposudórico) e outro cor de laranja (ácido norhiposudórico). Estes dois compostos têm uma elevada acidez. Ambos inibem o desenvolvimento de bactérias patogénicas; além disso, a absorção de luz dos dois pigmentos situa-se no espectro dos raios ultravioleta, criando um efeito de filtro solar. Todos os hipopótamos, mesmo aqueles com diferentes tipos de dieta, segregam estes pigmentos, pelo que se crê que a alimentação não esteja na origem da sua formação. Estas substâncias serão, provavelmente, sintetizadas a partir de prótidos percursores como o aminoácido tirosina. Contudo, estas substâncias não evitam que a pele do hipopótamo se danifique se este se mantiver muito tempo fora de água.
O tempo de vida expectável de um hipopótamo varia entre os 40 e os 50 anos. O hipopótamo Donna, no Mesker Park Zoo em Evansville, Indiana nos Estados Unidos da América, foi noticiado como sendo o hipopótamo de maior longevidade registada em cativeiro. Morreu em 2012 com 61 anos de vida.  Há, no entanto, também referências quanto à morte do hipopótamo mais velho do mundo, de nome Tanga, que nasceu no Jardim Zoológico de Leipzig em 1934 e morreu no Tierpark Hellabrunn, em Munique (portanto, em cativeiro também) em 1995, também com a idade de 61 anos.

## Distribuição
A espécie Hippopotamus amphibius distribuiu-se pelo Norte de África e Europa durante a interglaciação Riss-Würm (Eemiano) e Pleistoceno tardio até há 30 000 anos. Há evidência arqueológica da sua presença no Levante há menos de 3000 anos. Era uma espécie comum no Egito, na região do Rio Nilo durante a antiguidade, tendo sido depois daí extirpado. Plínio, o Velho escreve que, naquele tempo, o melhor local do Egito para capturar este animal era em Saís. Podia ainda ser encontrado ao longo do Damieta, afluente do Nilo, depois da conquista Árabe em 639. Hoje podem-se encontrar nos rios e lagos da região setentrional da República Democrática do Congo, Uganda, Tanzânia e no Quénia, para norte até à Etiópia, Somália e Sudão, para oeste até à Gâmbia, e para sul até à África do Sul. Vivem tanto na Savana como em áreas florestais.

### Estado de conservação

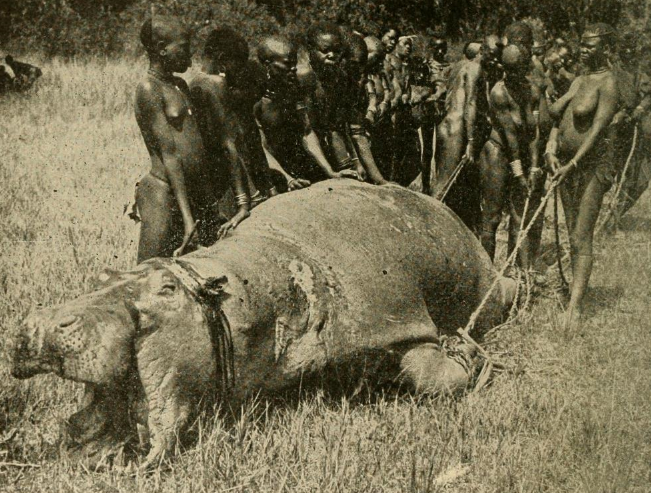
Uma tribo ugandesa arrastando um hipopótamo morto para a sua aldeia, como meio de sustento, no início do século XX

Há evidência genética de que os hipopótamos-comuns tenham tido uma expansão significativa das suas populações depois do Pleistoceno, devido ao aumento do número de corpos de água no fim desta era. Estas descobertas têm implicações importantes na sua conservação, já que as populações de hipopótamos através do continente estão atualmente ameaçadas devido à perda crescente de acesso a água corrente. Os hipopótamos estão também sujeitos a capturas sem qualquer regulação e a caça furtiva. Em maio de 2006, o hipopótamo-comum foi identificado como uma espécie vulnerável na Lista Vermelha da União Internacional para a Conservação da Natureza e dos Recursos Naturais, com uma população estimada de 125 000 a 150 000 hipopótamos, o que prefigura um declínio de 7% a 20% desde o estudo de 1996 da União Internacional para a Conservação da Natureza e dos Recursos Naturais. A Zâmbia (40 000) e a Tanzânia (20 000–30 000) possuem as maiores populações.
A população de hipopótamos desceu de forma mais dramática na República Democrática do Congo. A população no Parque nacional de Virunga desceu para 800 ou 900, quando em meados da década de 1970 era de 29 000 hipopótamos. O declínio é atribuído a perturbações atribuíveis à Segunda Guerra do Congo. Pensa-se que os caçadores responsáveis por este declínio sejam essencialmente os rebeldes Mai-Mai, soldados congoleses mal pagos, bem como grupos de milícias locais. As razões para este tipo de caça incluem a crença de que os hipopótamos são prejudiciais para o bem estar das populações humanas (nomeadamente prejuízos em plantações agrícolas), para além de ganhos financeiros associados. A venda de carne de hipopótamo é ilegal, mas o controlo da venda no mercado negro é difícil para autoridades como os guardas de Virunga. A carne de hipopótamo é considerada uma iguaria em algumas áreas da África Central e os dentes têm sido usados como um valioso substituto do marfim dos elefantes. De facto, os caninos inferiores, incluindo a raiz, chegam a ter dimensões de um metro e a pesar 3kg. A sua pele é também procurada para fazer as chamadas correias de cavalo-marinho.

### Potencial invasivo
Nos finais da década de 1980, Pablo Escobar manteve quatro hipopótamos em instalações privadas na sua residência na Hacienda Nápoles, 100 km a leste de Medellín na Colômbia, depois de os ter comprado em Nova Orleães. Considerou-se que estes eram difíceis de manter ou mudar depois da queda de Escobar, e foram deixados à solta. Em 2007, os animais tinham-se multiplicado para 16 e começaram a espalhar-se pela região em busca de alimento, nomeadamente junto ao Rio Magdalena, nas proximidades. Em 2009, dois adultos e uma cria fugiram da manada e, depois de atacarem humanos e terem morto algumas cabeças de gado, um dos adultos (chamado "Pepe") foi morto por caçadores com a autorização das autoridades locais. No início de 2014, havia registo de 40 hipopótamos em Puerto Triunfo, Antioquia, com origem nos quatro  hipopótamos de Escobar. Em 2016, foram calculados 35 hipopótamos em Doradal.  Sem predadores naturais, os animais não apenas conseguiram espalhar-se pelo país como multiplicar-se cada vez mais. Hoje (2025) já são muitas dezenas, e não está descartada a possibilidade de que, sem se importar com fronteiras, num futuro próximo eles passem para outros países da região, inclusive o Brasil (mesmo que ainda não tenham sido avistados aqui). O governo colombiano tentou de várias maneiras controlar o número destes  animais, tanto capturando alguns e enviando para zoológicos  de outros países, como pela castração ou pelo abate. Cada um destes métodos tem seus problemas: castrar exige primeiro capturar um  animal, sedá-lo e proceder à respectiva operação, porém o hipopótamo tem a vantagem de um couro bastante espesso que dificulta o uso de dardos com anestésico; capturar mostra dificuldades semelhantes e além disso nem todo zoológico dispõe-se a receber o paquiderme devido ao espaço de que ele necessita, dos custos com sua alimentação etc. A medida mais racional, é claro, seria o abate de tantos animais quantos fosse possível, mas, mesmo representando um enorme risco à Natureza do Norte da América do Sul, o hipopótamo conseguiu se tornar bem-quisto por muita gente, como por exemplo certas populações, muitas vezes de cidades ribeirinhas, que o vêem como atração turística; sem falar naqueles que, ou o consideram uma espécie de novo animal-símbolo da Colômbia, ou simplesmente são contrários a matar um animal em nome da ecologia - mesmo que o hipopótamo (ver abaixo) seja um animal enormemente poluidor. 
Comportamento

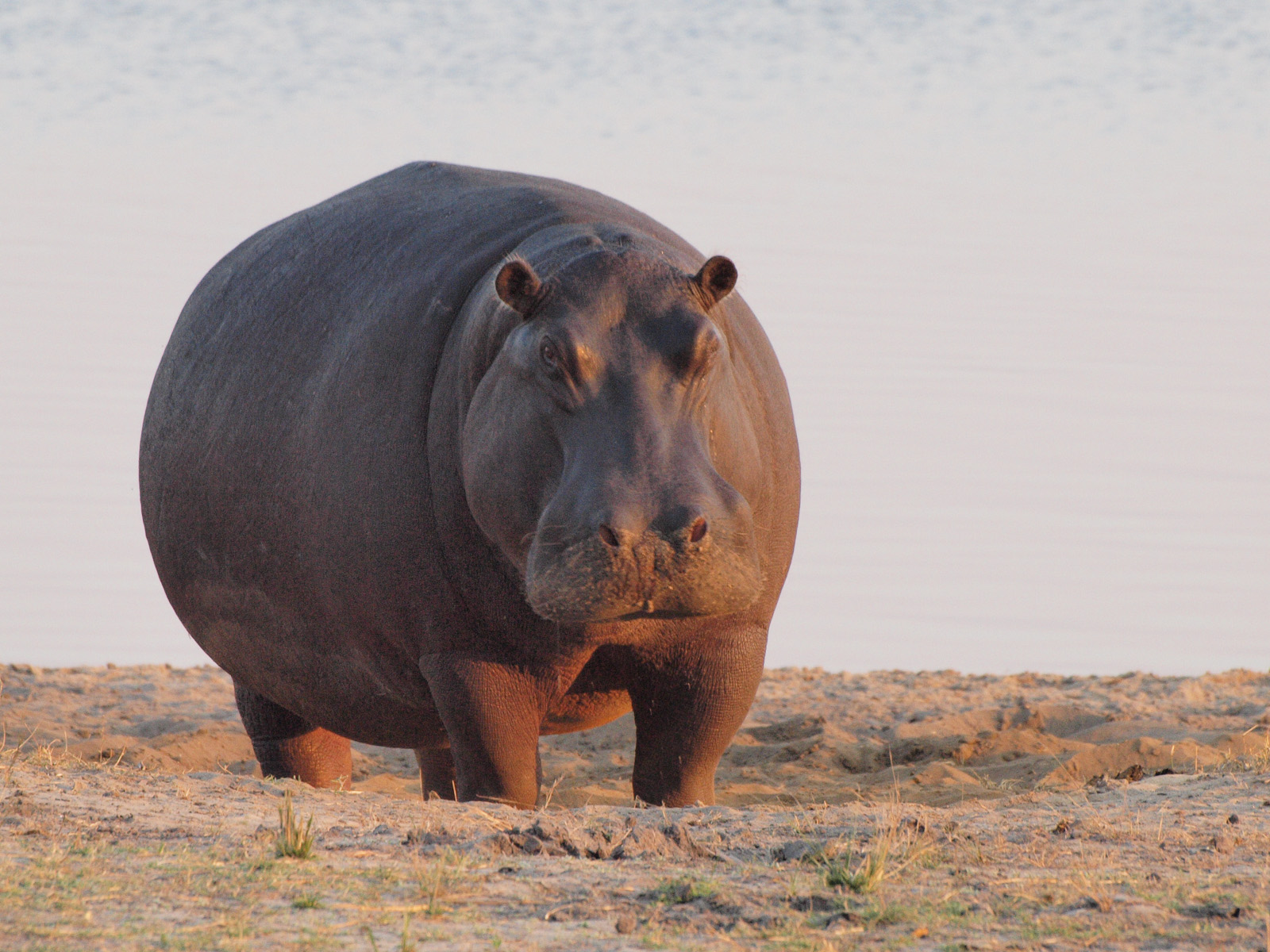
Um hipopótamo fora de água pouco depois do nascer do sol

À excepção do momento em que se alimentam, a maior parte dos hipopótamos vive, desde o nascimento, às lutas conspecíficas, à reprodução, dentro de água. São animais geralmente sedentários. Os hipopótamos deixam a água ao pôr-do-sol e afastam-se da margem, por vezes até uma distância de 10 km, de modo a pastarem ervas rasteiras, a sua principal fonte de alimento. Passam cerca de 4 a 5 horas a pastar e conseguem consumir 68 kg de erva por noite, podendo causar estragos em plantações agrícolas. Tal como a maioria dos herbívoros, consomem outras plantas que lhes sejam apresentadas, mas a sua dieta em estado selvagem consiste quase exclusivamente de erva, com um consumo mínimo de plantas aquáticas (nomeadamente papiros, lótus e rizomas). Os hipopótamos nascem com intestinos estéreis, pelo que necessitam de ingerir bactérias presentes nas fezes da progenitora de modo a poderem digerir a vegetação que consomem. Há alguns registos (raros) em filme de hipopótamos a alimentar-se de carniça, geralmente junto aos corpos de água. Há outros registos de consumo de carne e até mesmo de canibalismo e de predação. O estômago de um hipopótamo não está adaptado a uma dieta carnívora, podendo estas ocorrências serem considerados comportamentos anormais ou terem origem em caso de stress nutricional.:84
A defecação dos hipopótamos cria depósitos alóctones de matéria orgânica ao longo dos leitos dos rios. A função ecológica destes depósitos ainda não está devidamente estudada. Devido ao seu tamanho e ao facto de tomarem quase sempre os mesmos trilhos em busca de alimento, os hipopótamos podem ter um impacto significativo na paisagem que atravessam, marcando o chão com caminhos sem vegetação e com uma depressão acentuada. A longo prazo, podem mesmo mudar a trajetória de canais e pântanos.
Os hipopótamos adultos movem-se a velocidades de cerca de 8 km/h na água, emergindo para respirar a intervalos de cinco minutos. O processo de emersão e respiração é automático. Um hipopótamo que adormeça debaixo de água consegue emergir e respirar sem precisar de acordar. Fecham as narinas hermeticamente quando submergem. Tal como acontece com certos peixes e tartarugas num recife de coral, os hipopótamos frequentam ocasionalmente estações de limpeza e sinalizam, abrindo bem a boca, a sua disponibilidade para serem limpos de parasitas por algumas espécies de peixes. Este é um exemplo de mutualismo, em que o hipopótamo beneficia da limpeza, enquanto que os peixes obtêm alimento.

### Comportamento social

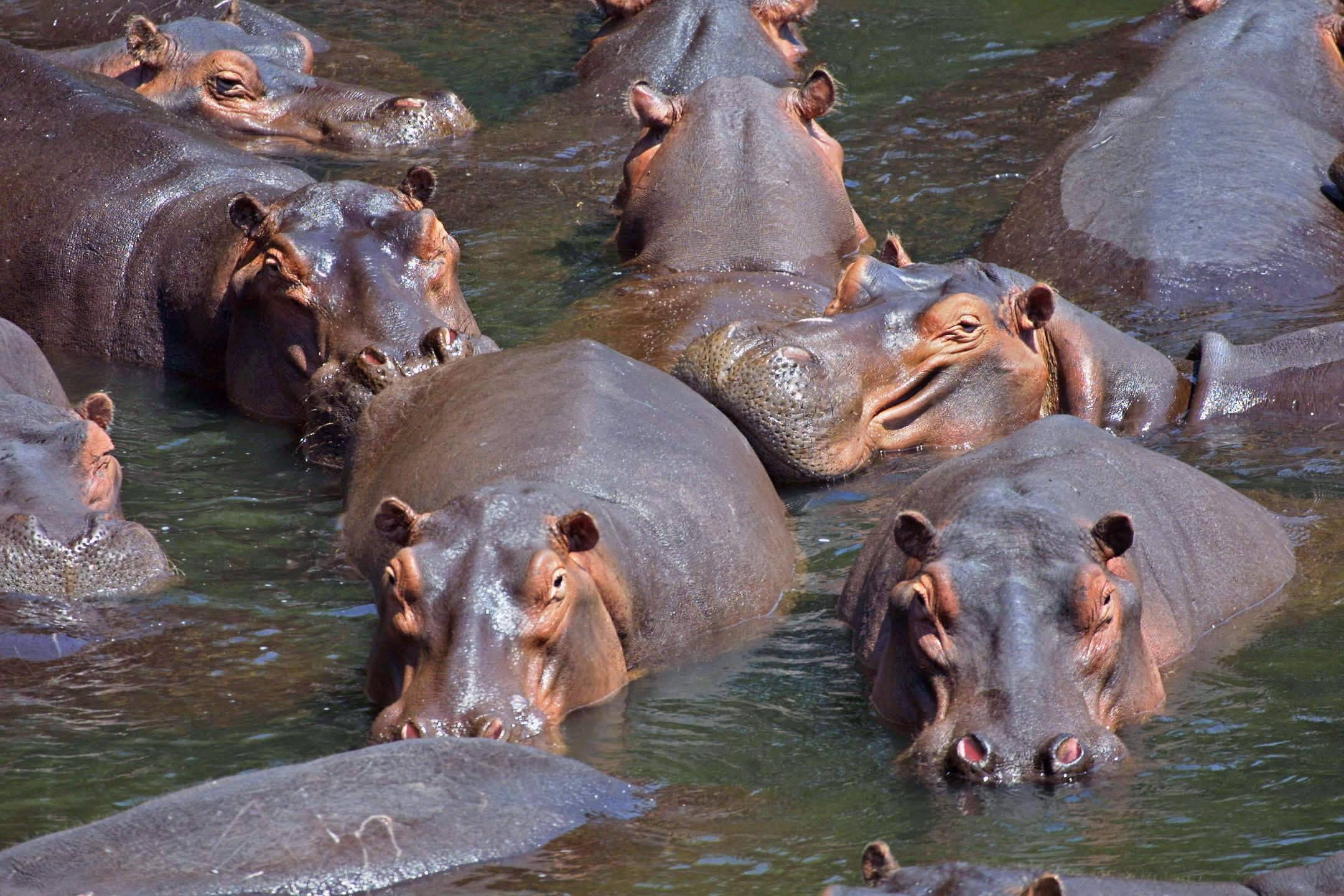
Uma manada de hipopótamos

O estudo da interação entre hipopótamos machos e hipopótamos fêmeas sempre foi complicado porque é uma espécie sem dimorfismo sexual; assim, fêmeas e machos jovens são praticamente indistinguíveis em campo. Ainda que os hipopótamos vivam em grupos, parece que não estabelecem quaisquer laços sociais excepto entre mães e filhas, pelo que não são animais sociais. A razão por que se juntam é desconhecida.
São animais territoriais apenas dentro de água, onde um macho dominante preside sobre um breve trecho de rio de, em média, 250 m de comprimento, contendo cerca de 10 fêmeas. Manadas maiores podem conter mais de 100 hipopótamos. Outros machos sem parceira podem ser admitidos na manada de um macho dominante, desde que se mantenham submissos em relação a este. Os territórios existem para estabelecer direitos de acasalamento. No interior das manadas, há a tendência para haver segregação de género. Machos sem parceira acomodam-se junto de outros nas mesmas condições, o mesmo se passando entre as fêmeas, com o macho dominante à parte. Quando emergem da água para pastar, fazem-no individualmente.
Há indícios de que os hipopótamos comunicam vocalmente, através de grunhidos e gritos. Podem talvez praticar ecolocalização, mas o propósito destas vocalizações é atualmente desconhecido. Os hipopótamos têm a capacidade única de manter a cabeça parcialmente fora de água e emitir gritos que se propagam tanto através da água quanto do ar, podendo haver resposta dos outros dentro ou fora de água.

### Reprodução

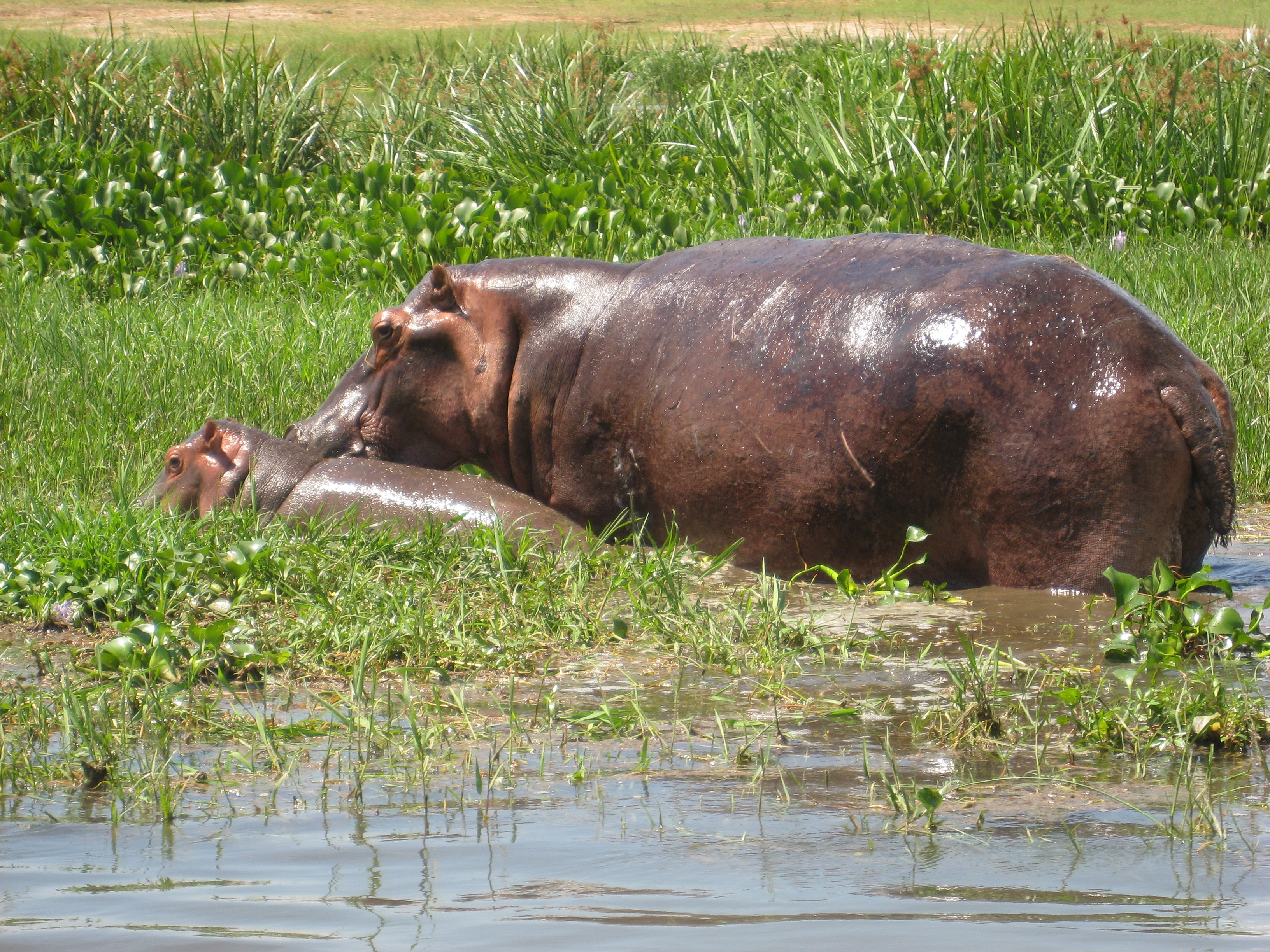
Hipopótamo fêmea e cria

As fêmeas dos hipopótamos atingem a maturidade sexual aos cinco ou aos seis anos de idade e têm um período de gestação de oito meses. Um estudo ao seu sistema endócrino revelou que as fêmeas poderão começar a sua puberdade com quatro anos de idade. Os machos atingem a maturidade cerca dos 7 anos e meio de idade. Contudo, é normal que não acasalem até terem 13 a 15 anos de idade. As lutas entre machos são frequentes na época do cio. Um estudo sobre o comportamento reprodutivo dos hipopótamos no Uganda demonstrou que o pico de conceções ocorreu no fim da estação húmida no verão e o pico de partos ocorreu em torno do início da estação húmida perto do fim do inverno. Isto está relacionado com o ciclo estral das fêmeas. Tal como acontece com a maioria dos grandes mamíferos, a espermatogénese nos hipopótamos está ativa durante todo o ano. Estudos sobre hipopótamos na Zâmbia e na África do Sul também evidenciaram que os nascimentos ocorrem no início da estação húmida. Depois de ficar grávida, a fêmea do hipopótamo não volta a ter, em geral, ovulação por um período de 17 meses.
O acasalamento ocorre dentro de água, com a fêmea submersa durante a maior parte do encontro, apenas emergindo a cabeça periodicamente para tomar fôlego. As crias nascem debaixo de água com um peso que varia dos 25 aos 50 kg e um comprimento de cerca de 127 cm, necessitando de nadar até à superfície para fazer os seus primeiros movimentos respiratórios. Uma fêmea dá à luz, em geral, uma cria de cada vez, embora por vezes possam nascer gémeos. As crias ficam frequentemente sobre as costas da mãe quando a água é demasiado profunda para eles, e nadam debaixo de água para se amamentarem. No entanto, também se amamentam em terra quando a mãe sai da água. O desmame tem início entre os seis e os oito meses depois do nascimento. A maior parte das crias tem o desmame concluído com um ano de idade. As fêmeas andam frequentemente acompanhadas de duas a quatro crias de idades diferentes. Tal como acontece com outros grandes mamíferos, os hipopótamos desenvolveram uma estratégia reprodutiva do tipo K, ao darem origem a um único descendente de cada vez, de tamanho significativo e já bem desenvolvido, no período de alguns anos (em vez de uma progénie de pequeno tamanho e incipientemente desenvolvida várias vezes ao ano, como é comum a muitos animais de pequeno porte, como os roedores).

### Agressividade

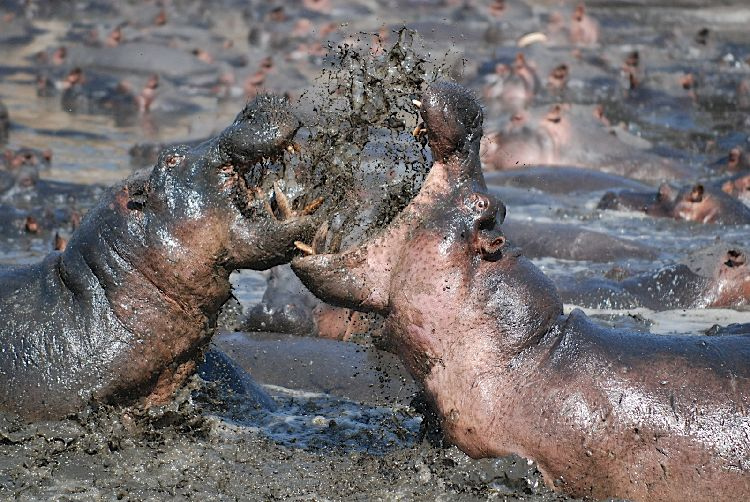
Luta entre hipopótamos macho

Os hipopótamos são, por natureza, agressivos. Hipopótamos que se envolvem em ataques a outros animais ou são machos dominantes, que tendem a ser territoriais e indiscriminadamente violentos, ou fêmeas, bastante protetoras em relação às crias. Como é natural para um animal que vive em África, os hipopótamos coexistem com uma grande variedade de poderosos predadores. Crocodilos-do-nilo, leões e hienas-malhadas são conhecidos predadores de jovens crias de hipopótamos. Contudo, devido ao seu temperamento violento e tamanho considerável, os hipopótamos adultos não são geralmente alvo da predação por parte de outros animais, à exceção dos seres humanos. Há registos de casos de ataques bem sucedidos por parte de leões de grande porte ou de grupos de crocodilos-do-nilo em cooperação, mas acredita-se que tal seja extremamente raro. Os crocodilos são um dos alvos mais frequentes da agressividade dos hipopótamos, talvez por, frequentemente, partilharem o mesmo habitat ripícola, podendo os crocodilos serem violentamente expulsos da zona territorial do hipopótamo ou mesmo mortos. Os hipopótamos são também altamente agressivos para com os humanos, atacando-os em barcos ou em terra, mesmo sem serem provocados. São amplamente considerados como um dos mais perigosos animais de grande porte de África.
De modo a marcar território, os hipopótamos giram a cauda enquanto defecam de modo a distribuir os seus excrementos por uma grande área, de modo a espalhar feromonas (feromonopoiese). O típico "bocejo" destes animais não revela sono nem tranquilidade, mas exibição de comportamento ameaçador. Em combate, os hipopótamos macho usam os incisivos para bloquear o ataque dos adversários, provocando danos com os seus caninos. Raramente se matam entre si, mesmo em disputas territoriais. Normalmente, um macho dominante e um jovem desafiador param de lutar quando se torna visível que um deles perdeu a contenda. Quando uma zona fica superpovoada de hipopótamos, os machos dominantes tentam por vezes matar crias, mas é um comportamento muito pouco frequente em condições normais. Há registo de alguns incidentes de canibalismo entre hipopótamos, mas crê-se que tal comportamento seja sintoma de algum problema de saúde dos mesmos.:82–83

## Hipopótamos e humanos

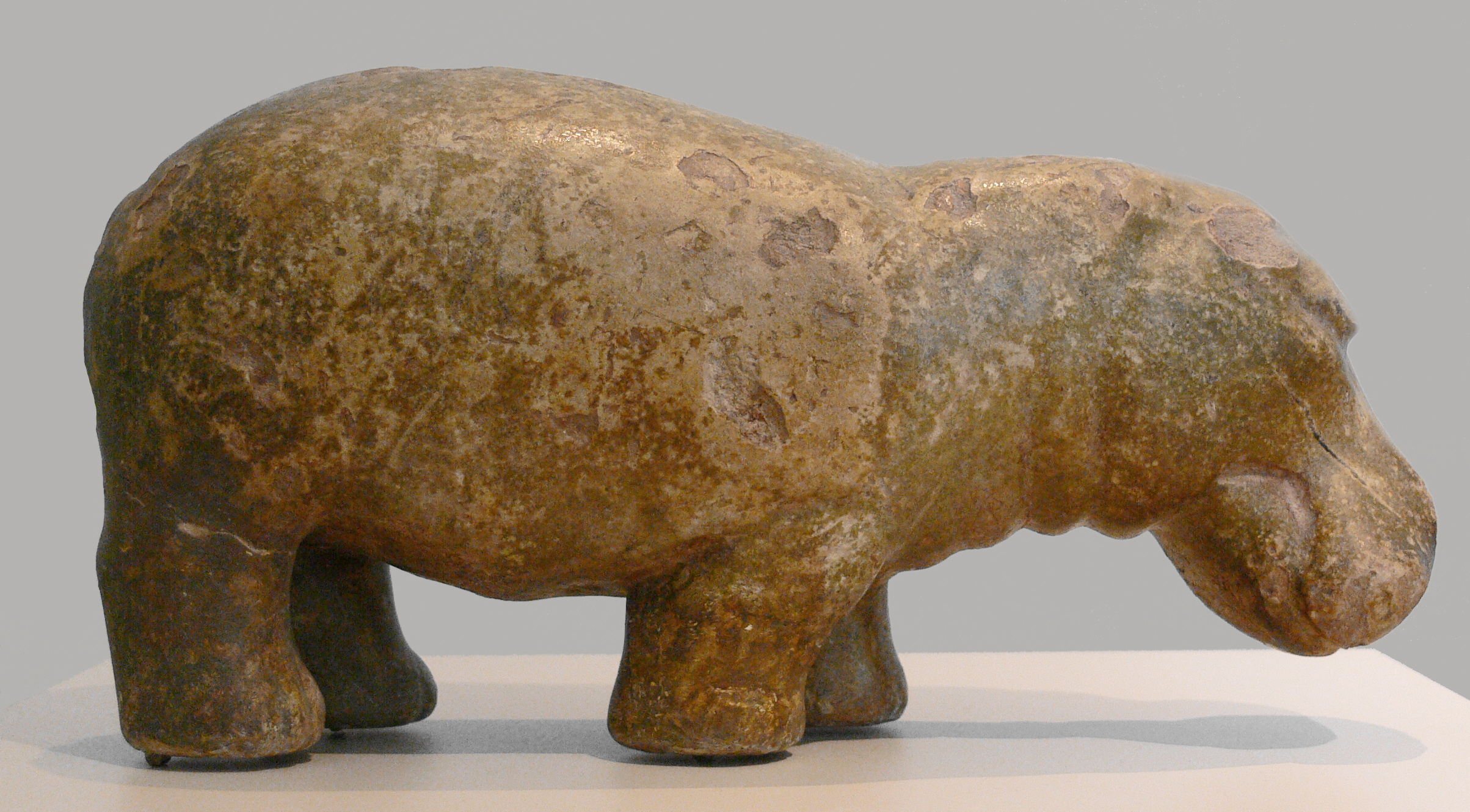
Uma escultura em faiança do Império Novo, XVIII/XIX dinastia, c. 1500–, quando os hipopótamos ainda eram uma espécie difundida ao longo do Rio Nilo

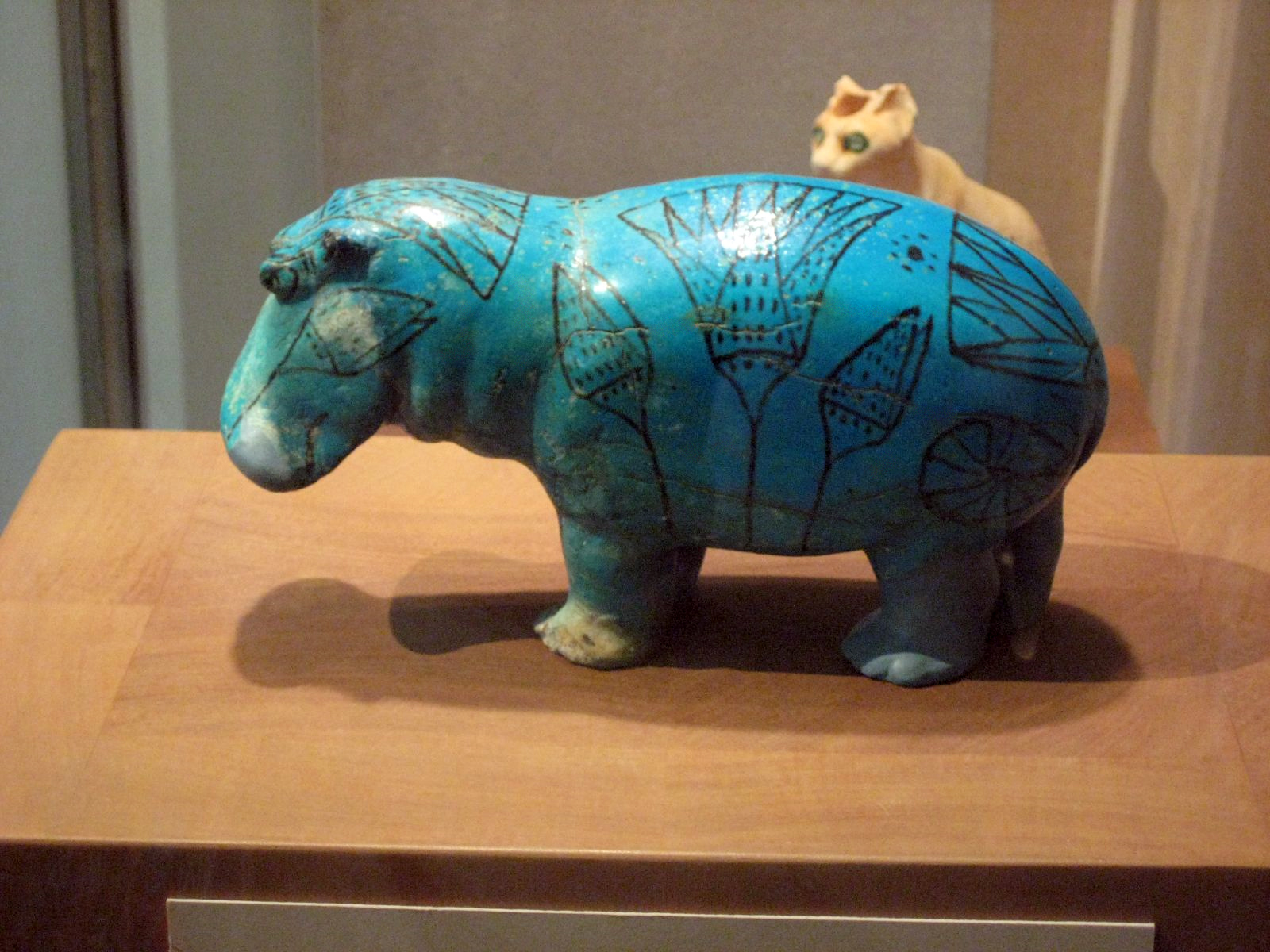
Estatueta egípcia, mascote informal do Museu Metropolitano de Arte conhecida como William, o hipopótamo de faiança, da primeira metade da XII dinastia egípcia, 1981 -

A mais antiga evidência de interação de humanos com hipopótamos são as marcas de cortes de carne em ossos de hipopótamo na Formação Bouri que datam de há 160 000 anos. Pinturas e gravuras rupestres tardias exibindo hipopótamos a serem caçados foram também descobertas nas montanhas do Deserto do Saara central, datadas de há 4000 a 5000 anos, junto de Djanet, nos montes Tassili n'Ajjer. Os antigos egípcios reconheciam o hipopótamo como um feroz habitante do Rio Nilo.
Os hipopótamos eram ainda conhecidos dos antigos Gregos e dos Romanos. O historiador grego Heródoto descreveu os hipopótamos na sua obra Histórias (escrita cerca de 440 a.C.), no livro II, onde diz que eram sagrados em Papremis (Παπρημίτῃ ), mas não no resto do Egito. Diz também que a sua pele, depois de seca, servia para fazer dardos. O naturalista romano Plínio, o Velho escreveu sobre hipopótamos na sua enciclopédia Naturalis Historia (escrita cerca de 77 d.C). Os guerreiros Zulu gostavam de ser considerados tão bravos quanto um hipopótamo, já que nem um leão conseguia bater este animal na sua coragem. Em 1888, Robert Baden-Powell fez parte de uma coluna expedicinária em busca do chefe Zulu Dinuzulu, que liderava uma revolta do povo Usutu contra os colonizadores britânicos. A esta coluna juntou-se John Dunn, um chefe Zulu branco, que liderou uma impi (um exército) de 2000 guerreiros Zulu que se uniram aos britânicos. Os soldados de John Dunn gritavam "Een-gonyama Gonyama! Invooboo! Yah-bo! Yah-bo! Invooboo!. Baden Powell pediu-lhe para traduzir o significado deste hino. E, Dunn, divertido, respondeu: 'Ele é um leão. Sim, é melhor que um leão; é um hipopótamo!'.
Nos Estados Unidos, em 1910, o congressista do Louisiana Robert Broussard apresentou um projeto de lei, a "American Hippo bill" para autorizar a importação e libertação de hipopótamos nos bayous do Louisiana. Broussard argumentava a favor deste projeto insólito, que os hipopótamos ajudariam a controlar os jacintos-de-água, que constituíam, como hoje, uma espécie invasora que entupia os rios, ao mesmo tempo que seriam usados na produção de carne, para resolver a crise de falta de carne por que passava a América na altura. Os principais colaboradores e apoiantes do projeto eram o Major Frederick Russell Burnham e o capitão Fritz Duquense O antigo presidente Theodore Roosevelt deu também apoio ao plano, tal como o  Departamento de Agricultura dos Estados Unidos, o Washington Post, e o New York Times que louvaram o sabor do hipopótamo, referindo-se-lhe como “lake cow bacon” ("bacon de vaca lacustre). Foi por uma margem mínima que a "American Hippo Bill" não passou.

### Hipopótamos em jardins zoológicos

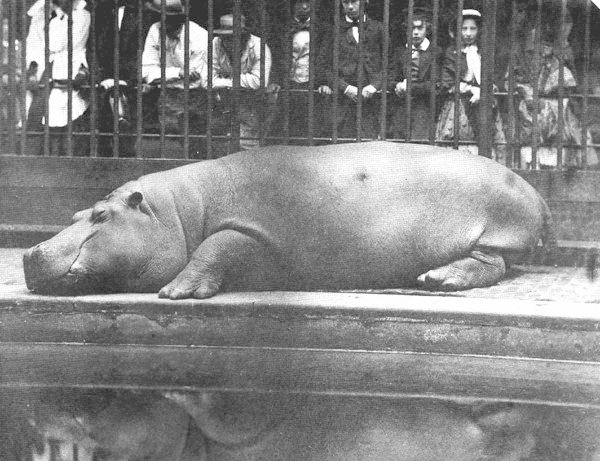
Obaysch no Jardim Zoológico de Londres em 1852

Os hipopótamos são, desde há muito, populares animais de zoo. O primeiro de todos, na história moderna, foi Obaysch, que chegou ao Jardim Zoológico de Londres a 25 de maio de 1850, onde atraía cerca de 10 000 visitas diárias e inspirou uma canção popular, a "Hippopotamus Polka" ("Polca do hipopótamo"). Os hipopótamos tornaram-se bastante populares como animais de zoo a partir desta aquisição do jardim zoológico londrino, sem grandes problemas em reproduzirem-se em cativeiro. A taxa de nascimentos é mais baixa que em estado selvagem, mas isso dever-se-á ao facto de os próprios jardins zoológicos não pretenderem que estes se reproduzam em demasia, já que são animais de grande porte e de difícil e dispendiosa manutenção.
Como acontece com muitos animais de zoo, os hipopótamos são, habitualmente, exibidos de forma particular. Em geral, estão alojados junto a um corpo de água artificial com margens relvadas. A partir de 1980, os designers de jardins zoológicos começaram a preocupar-se cada vez mais em reproduzir os habitats naturais destes animais. Um caso notável é "Hippoquarium" do Jardim Zoológico de Toledo, com uma piscina de cerca de 1,4 mil metros cúbicos de água. Em 1987, pesquisadores puderam gravar neste jardim zoológico, pela primeira vez, em vídeo, o nascimento debaixo de água de um hipopótamo, tal como em vida selvagem. A exibição tornou-se tão popular que os hipopótamos tornaram-se o logotipo do Jardim Zoológico de Toledo,no Ohio.

### Representações culturais

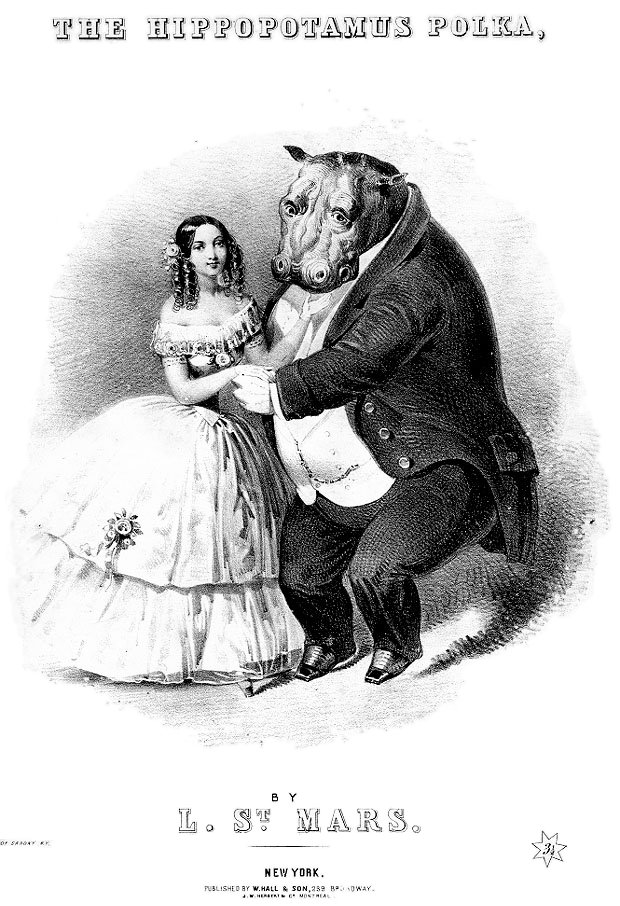
Capa da "Polca do hipopótamo" (""Hippopotamus Polka"). A imagem insólita de hipopótamos bailarinos ecoa igualmente no filme Fantasia, de Walt Disney

O deus egípcio Seti era representado, entre outras formas tifónicas, por um hipopótamo vermelho, cuja coxa era a "perna fálica de Seti", e simbolizava a virilidade. A consorte de Seti, Tuéris era também representada, em parte, como hipopótamo, e era, enquanto deusa, protetora da gravidez e do parto, já que os antigos Egípcios reconheciam a natureza protetora das fêmeas dos hipopótamos em relação à sua progénie. Os ijós enverga máscaras de animais aquáticos, como o hipopótamo, quando prestam culto aos seus espíritos das águas. Pensa-se que a criatura designada como Behemoth no Livro de Job, 40:15–24, se baseia nas caraterísticas dos hipopótamos.
Os hipopótamos estão presentes em muitos contos folclóricos africanos. De acordo com um conto dos Khoisan, quando o Criador colocou cada animal no seu lugar próprio na natureza, os hipopótamos mostraram interesse em viver na água, mas foi-lhes recusada essa pretensão, já que se receava que eles pudessem comer todos os peixes. Depois de muitos pedidos e juras, foi-lhes concedido esse direito, sob a condição de que se alimentariam exclusivamente de ervas em vez de peixe, sendo obrigados a sacudir as suas fezes com a cauda de modo a ser possível inspecioná-las em busca de espinhas de peixe. Num conto Ndebele, os hipopótamos, no início, tinham pêlos longos e de grande beleza, contudo, uma lebre, com inveja, incendiou-os. Os hipopótamos tiveram de se lançar à água. Sem pelos, envergonhados, os hipopótamos mantiveram-se dentro de água a maior parte do tempo, até aos dias de hoje.
Desde que Obaysch inspirou a "polca do hipopótamo", este tem sido um animal bastante popular na Cultura ocidental devido à sua aparência rotunda, considerada cómica. A história de hipopótamos como Huberta, que se tornou uma celebridade na África do Sul na década de 1930 por viajar ao longo do país; ou a história de Owen e Mzee, um hipopótamo e uma tartaruga que criaram laços de afeição, são histórias que têm divertido as mesmas pessoas que se inspiram nestes animais para escrever livros, nomeadamente livros infantis, merchandising e todo o tipo de brinquedos. São animais mencionados na canção de Natal "I Want a Hippopotamus for Christmas" que fez sucesso na voz da jovem estrela Gayla Peevey em 1953. São referidos ainda em canções como "The Hippopotamus" e "Hippo Encore" por Flanders e Swann, com o famoso refrão "Mud, Mud, Glorious Mud" ("Lama, lama, gloriosa lama"). Inspiraram ainda jogos de tabuleiro como o Hungry Hungry Hippos.

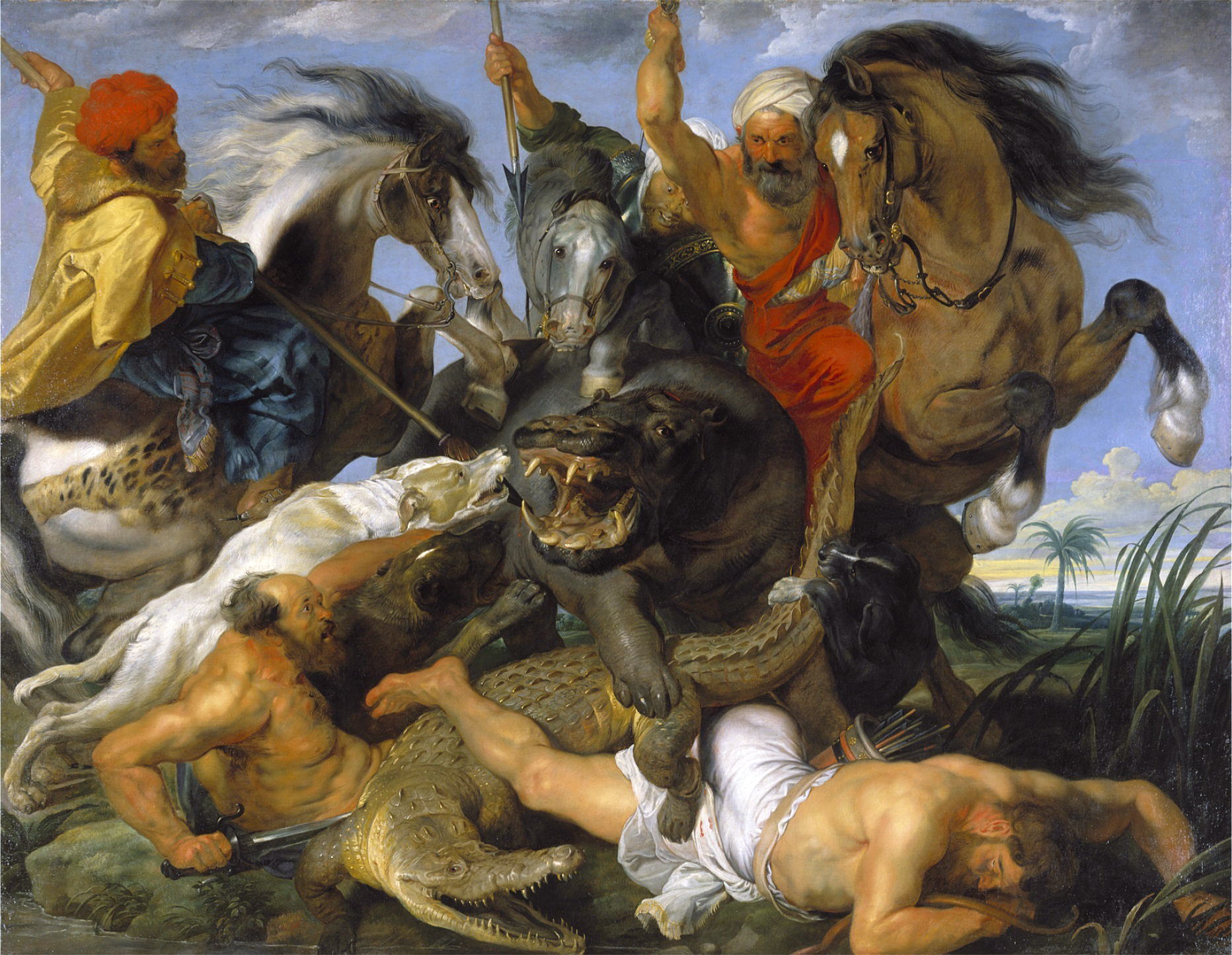
A caça ao hipopótamo e ao crocodilo (1617), de Peter Paul Rubens

Em Portugal, a personagem Popota, uma glamourosa hipopótamo, mascote do grupo Sonae, utilizada em campanhas de Natal da cadeia de supermercados Continente, tornou-se uma referência bastante popular.
Os hipopótamos são ainda personagens recorrentes de desenhos animados, onde a sua figura roliça é explorada do ponto de vista humorístico. O filme Fantasia, da Disney, exibia uma bailarina hipopótamo a dançar ao som da ópera La Gioconda. Outros hipopótamos neste meio incluem Peter Potamus, da Hanna-Barbera, o livro e a série de televisão George and Martha, Flavio e Marita da série Animaniacs, Pat, do duo francês Pat et Stanley, a Tasha (Ticha) da série The Backyardigan's, e Gloria e Moto-Moto da série de filmes Madagascar.
As personagens hipopótamo "Happy Hippos" foram criadas em 1988 pelo designer francês Andre Roche em Munique, para virem como brinde dentro dos "Ovos Kinder" da companhia de chocolate italiana Ferrero. A Nintendo publicou jogos para Game Boy em 2001 e 2007 baseados nestas personagens. No xadrez, o hipopótamo dá nome à chamada Defesa Hipopótamo, uma abertura considerada, em geral, fraca. Uma popular escultura no exterior da George Washington University, The River Horse representa um hipopótamo em bronze.